# 시티 팝
시티 팝(일본어: シティ・ポップ 시티폽푸[*]; City pop)은 1970년대에 등장하여 1980년대에 정점을 찍은 일본 대중 음악의 느슨한 장르 범주이다. 본래 서구의 영향을 받은 일본의 "뉴 뮤직"의 파생 용어였으나, AOR과 소프트 록, 알앤비, 펑크, 부기 등 일본의 상류층 및 초기 경제 호황과 관련된 다양한 범위의 스타일을 포함하게 되었다. 또한 워크맨을 비롯한 자동차의 카세트 데크와 FM 스테레오, 다양한 전자 악기같은 새로운 기술과 동일시되기도 한다.
시티 팝의 정의에 대해 학자들 사이에 통일된 합의는 없다. 일본에서 이 범주는 단순히 "도시적" 느낌을 투영하고 도시인을 소비 대상으로 설정한 음악을 가리킨다. 많은 음악 아티스트들이 전임자들의 일본적 영향력을 수용하는 대신, 미국의 소프트 록과 부기, 펑크를 차용하여 시티 팝을 작곡하였다. 몇몇 예시에서는 디스코와 재즈 퓨전, 오키나와, 라틴, 캐리비안 음악에서 가져온 트로피컬 취주나 요소 또한 특징으로 설명할 수 있다. 이 장르의 선구자이자 가장 성공한 아티스트인 싱어송라이터 야마시타 타츠로는 종종 "시티 팝의 왕"으로 불린다.
시티 팝은 1980년대 이후 주류로서의 매력을 상실하였고 젊은 세대의 일본인에게 조롱을 받았다. 2010년대 초, 음악 공유 블로그의 소개와 일본 내 재발매를 통해 시티 팝이 부분적으로나마 국제적인 온라인 팬을 얻게 되었으며, 샘플 기반의 마이크로장르인 베이퍼웨이브와 퓨처 펑크의 시금석이 되었다.

## 정의
"시티 팝"의 정의는 다양했고, 이 장르로 분류되는 많은 아티스트들의 연주 스타일 또한 서로 현저하게 달랐다. 시티 팝에 관한 저술로 많은 책을 써낸 기무라 유타카는 이 장르를 "도시적(urban) 라이프 스타일을 가진 사람들을 위한 어반 팝 음악"이라고 정의하였다. 2015년, 아오키 료타로는 《재팬 타임스》를 통해 시티 팝에 대하여 다음과 같이 썼다.
이 용어는 원래 1970년대와 80년대에 새롭게 등장한 서구의 영향을 받은 "뉴 뮤직"의 파생을 설명하는 데 사용하였다. "시티 팝"은 슈가 베이브와 오타키 에이이치와 같은 아티스트들을 지칭하였는데, 이들은 선대의 일본적 영향력을 일소하고 —"도시적" 느낌을 가졌다고 하는— 재즈와 알앤비 사운드를 그들의 음악에 도입하였다. ... 이 용어는 그 이후로 음악 사전 안팎에서 표류하였다. ... 시티팝처럼 어렴풋하고 광범위한 용어로는, 이 레이블이 실제로 무엇을 의미하는 지에 대해 더 이상 아무도 동의하지 못하는 것이 지당하다.

《롤링 스톤》의 존 블리스테인은 시티 팝이 "넓은 느낌의 분류보다 덜 엄격한 장르 용어"라는 점에 동의하였다. 《재팬 어치벌 시리즈》(Japan Archival Series)의 감독 기타자와 요스케는 "우리가 이 노래들로 전달하고자 하는 스타일이나 특정 장르에 대한 제한은 없었다"면서도 "도시인이, 도시인을 위해 만든 음악"이라고 말하였다. 기타자와는 시티 팝을 대표하는 두 가지 독특한 스타일로 시티 팝의 전형화하였다. "전자는 무성한 열대의 떠들썩함이고, 후자는 쿵쿵대는 러그 커터이다."
《피치포크》의 조슈아 민수 킴은 "재즈와 알앤비가 합쳐진 일본 음악의 막역한 해설자"라고 칭한 반면, 《팝매터스》의 크리스 잉걸스는 "소프트 록/AOR/펑크의 유형"으로 분류하였다. 《왁스 포틱스》의 에드 모타는 "시티 팝은 정말 AOR이고 소프트 록이지만 약간의 펑크와 부기도 있다. 왜냐하면 더 펑키한 시티 팝 곡을 들을 때 그 영향뿐만 아니라 일부분에서 스카이, BB&Q 밴드와 같은 종류의 미국 부기 펑크 그룹에서 가져온 것을 들을 수 있다." 《일렉트로닉 비츠》의 작가는 시티 팝을 "신스 팝과 디스코에 대한 대답"이라고 묘사하였다.

## 음악적 기원
음악적으로 시티 팝은 비교적 발전된 작곡과 편곡 기법(장7도, 감3화음 등)을 적용하는데, 이는 당대의 미국 소프트 록(스틸리 댄, 두비 브라더스와 같은 밴드)에서 직접 끌어온 것이다. 기무라는 밴드 해피엔드를 이 장르의 "그라운드 제로"로 꼽았고, 모타는 1970년대 중반 호소노 하루오미와 야마시타 타츠로의 작품을 기원으로 좇았다. 《바이스》의 기고가 롭 아칸드 또한 호소노를 시티 팝의 "핵심 영향"이라고 평하였다. 1970년대 중반, 호소노는 남부 알앤비와 북부 소울, 재즈 퓨전을 하와이와 오키나와 트로피컬 취주와 융합한 밴드 틴 판 앨리를 결성하였다. 《팩트 매그》의 마이키 아이큐 존스의 관점에서는 이것이 "시티 팝"이라고 부를 수 있는 음악 스타일로 이어졌다고 보았다.
시티 팝 장르는 1970년대와 1980년대 일본의 기술 호황과 밀접한 관련이 있다. 시티 팝에 영향을 준 일본의 기술로는 워크맨, 자동차에 내장된 카세트 데크와 FM 스테레오을 비롯해 카시오 CZ-101와 야마하 CS-80 신시사이저, 롤랜드 TR-808 드럼 머신과 같은 다양한 전자 악기가 있다. 블리스테인에 따르면 전자 악기와 기기들이 "음악가들의 머리 속 소리를 실현할 수 있게 해주었으며, 팬들이 음반 사본을 더빙할 수 있게 해주었다"고 한다. 블리스테인은 다음과 같이 설명하였다. "팝과 디스코, 펑크, 알앤비, 부기, 재즈 퓨전, 라틴, 캐리비안, 폴리네시아 음악의 화려한 융합인 이 장르는 기술 기반의 거품 경제와 그것이 만들어낸 부유한 신흥 상류층과 뗄레야 뗄 수 없는 불가분의 관계에 있었다."

## 인기
시티 팝은 1980년대 동안 최고의 인기를 얻은 뚜렷한 지역 장르가 되었다. 《바이스》에 따르면 이 장르에서 가장 인기있던 인물은 "야마시타 타츠로, 카도마츠 토시키같은 아티스트처럼 자신의 노력으로 뛰어난 기량을 갖게 된 작곡가와 프로듀서로, 복잡한 편곡과 작곡 기법을 자신의 히트곡에 포함시켰으며, ... 경제가 호황을 누리면서 레이블의 투자를 받는 것도 더욱 용이하였다." 야마시타는 종종 "시티 팝의 왕"으로도 불린다. 시티 팝은 1980년대 이후 주류로써의 매력을 잃게 되었다. 기타자와는 시티 팝의 쇠퇴에 대해 다음과 같이 설명하였다. "이러한 종류의 음악과 함께 자란 많은 일본인이 시티 팝을 저급한, 주류의, 일회용 음악으로 간주하였고, 발음이 비슷한 시티 팝(shitty pop; 더러운 팝)이라고 부르기까지 하였다."
2010년대 이후 시티 팝은 타케우치 마리야같은 아티스트가 국제적인 온라인 팬을 얻고, 베이퍼웨이브와 퓨처 펑크로 알려진 샘플 베이스의 마이크로 장르의 시금석이 되면서 부활하였다. 김은 2010년경 "블로그스팟 블로그와 일본 재발매"를 언급하며 다음과 같이 설명하였다. "무정형의 용어 아래 오가는 AOR, 펑크, 디스코, 요트 록의 경향으로 음악 애호가에게 소개되었다. ... 음악은 서구인들에게 대부분 무시당했고 많은 일본인들에게 싸구려라고 조롱받았지만, 유튜브 알고리즘이 노래를 더 넓은 군중 의식에 소개하면서 시티 팝의 인기가 급증하였다 ..." 2020년, 《재팬 타임스》의 기고자 패트릭 세인트 미첼은 다음과 같이 보도하였다. "해외에서는 부티크 레이블이 희귀 레코드를 재발매하거나 컴필레이션을 출시하는데, 유튜브에서는 〈플라스틱 러브〉같은 노래나 아니메 장면으로 끝없어 보이는 재생목록을 통해 수백만 명이 시티 팝을 경험하고 있다."

## 참고 문헌
- Kimura, Yutaka (2011). 《Japanese City Pop Disc Collection》 Shohan판. Tōkyō. ISBN 440163618X.